# Glicerolo deidrogenasi (NADP+)
La glicerolo deidrogenasi (NADP+) è un enzima appartenente alla classe delle ossidoreduttasi, che catalizza la seguente reazione:
glicerolo + NADP+ ⇄ D-gliceraldeide + NADPH + H+